# Save Me (canção de Queen)
Save Me é um single da banda britânica de rock Queen. Esta balada foi escrita pelo guitarrista Brian May. Foi gravada em 1979 e lançado no britânico em 25 de janeiro de 1980, quase seis meses antes do lançamento do álbum The Game. Ela passou seis semanas no paradas do Reino Unido, chegou à décima primeira posição. A música foi tocada ao vivo entre 1979 e 1982.
Brian May escreveu "Save Me", sobre um amigo cuja relação terminou, tocando piano, sintetizadores e guitarra (acústica e elétrica de doze cordas).

## Ficha técnica
Banda
- Freddie Mercury - vocais
- Brian May - guitarra, piano, sintetizadores, vocais de apoio e composição
- Roger Taylor - bateria, vocais de apoio
- John Deacon - baixo